# César Arzo
César Arzo Amposta (ur. 26 stycznia 1986 w Villarreal) – hiszpański piłkarz grający na pozycji środkowego obrońcy lub (rzadziej) jako defensywny pomocnik w klubie Gimnàstic Tarragona.

## Kariera
Arzo w profesjonalnej piłce debiutował 23 marca 2003 w drużynie Villarreal CF, która grała wówczas przeciwko Realowi Sociedad. Jednakże w tak młodym wieku nie potrafił przebić się do wyjściowej jedenastki. Przed sezonem 2006–07 został wypożyczony do ówczesnego beniaminka Primera Division, Recreativo Huelva. Grał tam razem ze swoimi kolegami z Żółtej Łodzi Podwodnej: Santim Cazorlą, a także Lopezem Vallejo. Kolejny sezon spędził na wypożyczeniu w Realu Murcia. Natychmiast po powrocie z tego ostatniego klubu, ówczesny szkoleniowiec Villarreal CF, Manuel Pellegrini dał piłkarzowi do zrozumienia, iż nie widzi dla niego miejsca w pierwszym składzie swojego zespołu. W taki więc sposób Arzo na zasadzie wolnego transferu przeniósł się definitywnie do Recreativo Huelva. W lipcu 2009 ten defensor ponownie wrócił do Villarreal CF, mając nadzieję, że tym razem klub da mu szansę. Tak się jednak nie stało i przed sezonem 2009–10 Arzo podpisał 4-letni kontrakt z Realem Valladolid, gdzie grał razem z Marcosem – byłym kolegą z Villarreal CF. W 2011 roku został piłkarzem KAA Gent. W 2014 najpierw grał w Realu Saragossa, a następnie odszedł do Beitaru Jerozolima.